# ウラジーミル・マケイ
ウラジーミル・ウラジーミロヴィチ・マケイ（ベラルーシ語: Уладзі́мір Уладзі́міравіч Маке́й、ロシア語: Владимир Владимирович Маке́й、Vladimir Vladimirovich Makei、1958年8月5日 - 2022年11月26日）は、ベラルーシの政治家、外交官、軍人。2012年より10年の間、外務大臣・特命全権大使を務めた。
大臣在任中の2022年11月に急死するが、その死には謎が多く、様々な憶測が飛び交っている。

## 来歴・人物
1958年、旧ソビエト連邦構成国時代の白ロシア・ソビエト社会主義共和国グロドノ（フロドナ）州に生まれる。1980年にミンスク国立言語大学を卒業した後、ソビエト連邦軍白ロシア軍管区において軍人としてのキャリアを開始し、その傍らで90年代に入るとオーストリアのウィーン外交学院で学び1993年に卒業し、同年から外交官の道へ進み、ソビエト連邦の崩壊に伴うベラルーシ共和国軍移行後の退役大佐となる。1996年から1999年まで在フランス大使館参事官、2000年まで汎ヨーロッパ協力局の局長などを経て、2008年まで大統領補佐官、2012年まで大統領府長官を歴任し、同年8月より外務大臣・特命全権大使に就任した。

### ルカシェンコ独裁体制の下で
ロシア連邦におけるウラジーミル・プーチンの台頭に先駆けて、ベラルーシでは1994年の時点でアレクサンドル・ルカシェンコが初代初代大統領に就任し、その後は権力に執着し続け「欧州最後の独裁者」とも称されるようになっていた。マケイは、ルカシェンコ独裁体制下で2000年から大統領補佐官を務めるなど同大統領から一貫して頼られ、西側諸国との間で長年の外交手腕を見せていた。ルカシェンコは事あるごとに閣僚の交代を図ってきたが、外務大臣のマケイについては2012年に就任して以降、例外となっていた。
マケイはロシアに対して、西側諸国との連携において批判的な立場をとっていた。しかし、2020年ベラルーシ大統領選挙の結果に反発する反政府デモが発生すると、「西側諜報員が誘発した」と態度を一変させ、2022年ロシアのウクライナ侵攻については、「西側が招いた戦争であり、ウクライナはロシアの和平条件を受け入れるべきだ」との見解を示した。
2022年ロシアのウクライナ侵攻開始から5日目の2月28日、ウクライナ、ロシア双方との国境に近いベラルーシのゴメリ（ホメリ）にて当事者間の会談が行われた際には、冒頭でマケイが立席挨拶を行った。ベラルーシには侵攻開始前から多くのロシア連邦軍が駐留し、ウクライナへの重要な攻撃拠点を提供した経緯があった（ロシア・ウクライナ危機 (2021年-2022年)）。

### 突然の死と飛び交う憶測
在任中の2022年11月26日、ベラルーシ外務省から国営メディアを通じて、死去が発表された。首都ミンスク郊外の自宅で心筋梗塞を起こしたのち、受診をためらい放置していたと見られる状態で死亡したのが確認されたと伝えられた。死因などの詳細については当初は明らかにされていなかったこともあり、「ウクライナ巡り臆測も」とも報じられていた。SNSでは毒殺やロシア連邦保安庁（FSB）の関与が疑われており、英語圏の複数のタブロイドでは断定的に報じられている。
その中で『デイリー・メール』は、プーチンに追われイスラエルに亡命したロシア人実業家のレオニード・ネヴズリン (Leonid Nevzlin) がロシアの毒物学者の発言から引用し、ロシア連邦保安庁が開発した「誰もが自然死したと思う」毒物によって殺されたと主張し、マケイの死後にルカシェンコが「料理人、使用人、警備員の交代を命じた」のも根拠にしているのを挙げ、加えてロシアの野党政治家で人権活動家のレフ・シュロスベルグ (Lev Shlosberg) も「自然死と信じるには難しい側面がある」としているの触れた。その一方でベラルーシの政治学者アレクセイ・ゼルマント (Alexei Dzermant) がマケイの身辺の安全は十分守られていたとし、暗殺はあり得ないと明言していることや、親クレムリン（ロシア連邦政府所在地）派アナリストのセルゲイ・マルコフ (Sergei Markov) によれば、ベラルーシ当局が毒殺を否定しているとした上で、ルカシェンコのサービス要員の入れ替えについても、「時には必要なことであり、今だからこそ正当な理由がある」とコメントしたのを取り上げている。
『デイリー・ミラー』によると、マケイはソ連時代のロシア連邦軍参謀本部情報総局（GRU）で訓練を受けており、ソ連共産党から与えられた任務を遂行し、情報将校としてオーストリアとの関係改善に尽くしたため、同国の諜報機関やソ連国防省指導者からの信頼が厚い一方で、ソ連共産党を支持していたわけでもなく、ソ連国家保安委員会（KGB、ロシア連邦保安庁とロシア対外情報庁の前身）の指導者とは反りが合わず、その後のロシア連邦保安庁からも敵視されていたとしている。ルカシェンコ大統領による独裁を推し進めながらロシア側の言いなりになるのを避け、国民、野党、諸外国、宗教界など各方面との落とし所を探り、「ルカシェンコの黒幕」とも目されていたという。日本のFNNプライムオンラインは、ロシアが主導するベラルーシとの軍事同盟に関する自国内で取りまとめた文書の中で、マケイは「ベラルーシがウクライナへの軍事侵攻に自動的に加わる内容を見つけ、ルカシェンコ大統領に署名しないよう進言していた」とロシアの反体制メディアが報じたことに言及している。
『ニューヨーク・タイムズ』は11月29日付の記事で、マケイが西側諸国との関係改善に失敗していることに触れ、「彼の死は、ロシアがベラルーシにウクライナへの軍隊の派遣を迫っているときに起こった」と切り出しながら取り上げた。また、ルカシェンコ大統領の再選は不正によるものだとし、抗議活動を行って逮捕・拘留され、2021年9月に「権力掌握を企てた罪、国家安全保障上の脅威となった罪、過激派思想を持っていた罪などで有罪」となり禁錮11年の実刑判決を受け、服役中であった野党指導者のマリア・コレスニコワが、2週間前にゴメリ（ホメリ）の通常の刑務所から別の収容施設の独居房に移監され連絡が取れなくなったまま、11月28日に「ベラルーシ西部の病院の集中治療室に運ばれた」と彼女の身内やかつての同志らが証言していることを、マケイの死に関連付けて報じている。
ベラルーシ政府はマケイの死について詳細を直接発表しないまま、11月29日に国葬を実施。12月13日になって後任の外務大臣にセルゲイ・アレイニクが指名された。アレイニクの就任は、同年2月より務めていた第一外務副大臣のポストからのスライド昇格であった。
その後も死因についての憶測はやまず、2023年2月19日にはベラルーシの独立系メディアナーシャ・ニーワが自殺の可能性を報じた。